# .sl

.sl은 시에라리온의 인터넷 국가 코드 최상위 도메인이다. 2007년 5월 1일에, IANA WHOIS의 목록에 있는 공식 등록 사이트 주소에 접속되지 않고 있다.

## 소말릴란드 사용 요청
2020년, 미인정 국가인 소말릴란드의 통신기술부 장관은 시에라리온의 정보통신부에 소말릴란드와 ccTLD 사용을 공유할 의향이 있는지 물었다. 응답을 받았는지는 확실치 않다.

## 2차 도메인
- .sl: 일반(누구나 등록 가능)
- .com.sl: 상업 법인, 예: 회사
- .net.sl: 네트워킹과 관련된 상업 주체(예: ISP, 케이블 회사 등)
- .org.sl: 자선단체 및 비영리단체
- .edu.sl: 시에라리온에 등록된 교육기관
- .gov.sl: 국가 및 지방 정부 기관(지방 공보처 장관의 승인서 필요)